# Neostenotarsus
Neostenotarsus es un género monotípico de arañas migalomorfas de la familia Theraphosidae. Su única especie: Neostenotarsus scissistylus, es originaria de Guyana.